# Skickja
Skickja är en cirka 2 kilometer lång by längs med norra sidan av Indalsälven i Lits distrikt (Lits socken) i Östersunds kommun. Byn ligger fem kilometer öster om centralorten Söre-Lit och har idag cirka 20 åretrunt boende. Förutom de bofasta finns även ett antal fritidsbostäder. 
Grannbyn i väster heter Brevåg. Norr om byn rinner Örån, vilket är en mindre å som börjar ovanför Häggenås och har sitt utlopp i östra delen av byn. På andra sidan utloppet i öster ligger grannbyn Handog. 
Längs med Örån har sedan 1960-talet grus- och sandprodukter krossats och transporterats till byggen runt om i kommunen. Verksamheten var som störst under 1970-1980-talet och är idag nedlagd.
Jordbruksverksamheten minskat drastiskt undre de senaste decennierna. Sista mjölkkorna lämnade byn under 1990-talet. Trots detta är idag samtlig åkermark brukad.
Skickja hade 1914-1964 en byskola, som idag fungerar som privatbostad och flerfamiljsfastighet.